# Een boutje en een moertje en een schroefje en een nippeltje
Een boutje en een moertje en een schroefje en een nippeltje is een hit van André van Duin uit 1985. Het was een single met dubbele A-kant met Daar ben ik niet blij mee (als Simon Naaigaren), geschreven door Van Duin zelf. De single werd geproduceerd door Bert Schouten en opgenomen in de Wisseloordstudio's met Harry van Hoof als orkestleider. Het plaatje bereikte de elfde plaats in de Nederlandse Top 40 en de vijfde plaats in de Nationale Hitparade.
Het lied Een boutje... beschrijft de situatie van vier mannen die werken aan een lopende band van naaimachines, waarvan de eerste een boutje, de tweede een moertje, de derde een schroefje en de vierde een nippeltje toevoegt. Hoewel de mannen klagen over de eentonigheid van het werk krijgen ze het toch voor elkaar hun taken totaal verkeerd uit te voeren en uiteindelijk de lopende band uit elkaar te laten springen. De stemmen van de vier mannen worden allen vertolkt door André van Duin.

## Muziek
Het nummer is geschreven op de muziek van The Lion Sleeps Tonight (1939) van songwriter Solomon Linda van de Afrikaanse groep The Evening Birds. Dit lied werd later, in 1952, een grote hit in de versie van Pete Seeger met The Weavers. In 1982 had de Britse popgroep Tight Fit er opnieuw een nummer 1-hit mee.
Een boutje en een moertje en een schroefje en een nippeltje is de langste Nederlandstalige titel van een plaat die in de Nederlandse Top 40 heeft gestaan en is na If I Said You Had a Beautiful Body Would You Hold It Against Me van de Bellamy Brothers de langste titel die ooit een notering op deze lijst heeft gehad.

## Videoclip
In de videoclip worden alle werknemers gespeeld door André van Duin en deze zijn ook allen tegelijk in beeld te zien. De lopende band en de overige fabrieksdelen zijn allemaal decorstukken. De videoclip, met meerdere over elkaar gemonteerde beelden, is op dezelfde wijze opgenomen als onder meer bij de nummers Bim bam (1982), De heidezangers (1983) en Bingo (1987). In 1987 werden al deze nummers bij de TROS vertoond in het persiflage-televisieprogramma van André van Duin Op dolle toeren, waarbij André van Duin ook Op volle toeren-presentator Chiel Montagne parodieerde.

## Hitnoteringen

### Nederlandse Top 40
| Hitnotering: 31-08-1985 t/m 19-10-1985 | Hitnotering: 31-08-1985 t/m 19-10-1985 | Hitnotering: 31-08-1985 t/m 19-10-1985 | Hitnotering: 31-08-1985 t/m 19-10-1985 | Hitnotering: 31-08-1985 t/m 19-10-1985 | Hitnotering: 31-08-1985 t/m 19-10-1985 | Hitnotering: 31-08-1985 t/m 19-10-1985 | Hitnotering: 31-08-1985 t/m 19-10-1985 | Hitnotering: 31-08-1985 t/m 19-10-1985 | Hitnotering: 31-08-1985 t/m 19-10-1985 |
| Week:                                  | 1                                      | 2                                      | 3                                      | 4                                      | 5                                      | 6                                      | 7                                      | 8                                      |                                        |
| -------------------------------------- | -------------------------------------- | -------------------------------------- | -------------------------------------- | -------------------------------------- | -------------------------------------- | -------------------------------------- | -------------------------------------- | -------------------------------------- | -------------------------------------- |
| Positie:                               | 38                                     | 20                                     | 13                                     | 11                                     | 13                                     | 16                                     | 21                                     | 33                                     | uit                                    |

### NederlandseNationale Hitparade
| Hitnotering: 07-09-1985 t/m 12-10-1985 | Hitnotering: 07-09-1985 t/m 12-10-1985 | Hitnotering: 07-09-1985 t/m 12-10-1985 | Hitnotering: 07-09-1985 t/m 12-10-1985 | Hitnotering: 07-09-1985 t/m 12-10-1985 | Hitnotering: 07-09-1985 t/m 12-10-1985 | Hitnotering: 07-09-1985 t/m 12-10-1985 | Hitnotering: 07-09-1985 t/m 12-10-1985 |
| Week:                                  | 1                                      | 2                                      | 3                                      | 4                                      | 5                                      | 6                                      |                                        |
| -------------------------------------- | -------------------------------------- | -------------------------------------- | -------------------------------------- | -------------------------------------- | -------------------------------------- | -------------------------------------- | -------------------------------------- |
| Positie:                               | 17                                     | 5                                      | 7                                      | 9                                      | 15                                     | 31                                     | uit                                    |

## Trivia
Op 12 juni 2022 zong André van Duin dit nummer als Een plugje en een snoertje en een lader en een stekkertje in het televisieprogramma Even tot hier, waar in iedere uitzending een artiest een nummer van zichzelf met een actuele tekst zingt. De actualiteit was in dit geval het nieuws dat alle telefoon- en laptopopladers in de EU vanaf 2026 een universele stekker moeten hebben.